# HTC Wave
HTC Wave，原廠型號HTC P3000，是台灣宏達電公司所推出的智慧型手機，搭載微軟Windows Mobile 5，面向低端市場的CDMA智慧手機。2007年8月於南亞首度發表。已知客製版本HTC P3000，Dopod E806C，Dopod 818C。

## 技術規格
- 處理器：Samsung SC32442 300MHz
- 作業系統：Windows Mobile 5.0 PocketPC Phone Edition
- 記憶體：ROM：128MB，RAM：64MB
- 尺寸：107毫米 X 58毫米 X 18毫米
- 重量：130g（含電池）
- 螢幕：QVGA 解析度、2.8吋TFT-LCD平面式觸控感應螢幕
- 網路：CDMA 1x
- 藍牙：Bluetooth 1.2
- Wi-Fi：IEEE 802.11 b
- 相機：200萬畫素相機，支援自動對焦功能
- 電池：1250mAh充電式鋰或鋰聚合物電池

## 外部連結
- HTC P3000 概觀（页面存档备份，存于）
- HTC P3000 技術規格（页面存档备份，存于）